# 恒祥 (嘉庆進士)
恒祥（1781年—？），字旋吉，号麟洲，满洲正红旗人，嘉丁卯举人，庆戊辰联捷进士。
后任詹事府左庶子、户部员外郎、刑部主事、洗马。
曾祖三貴；祖父麦图；父汝懋。